# Diphucephala rufipes
Diphucephala rufipes är en skalbaggsart som beskrevs av Waterhouse 1837. Diphucephala rufipes ingår i släktet Diphucephala och familjen Melolonthidae. Inga underarter finns listade i Catalogue of Life.